# Местные выборы в Латвии (2025)
Выборы в местные самоуправления 2025 года в Латвии запланированы на 7 июня. Гражданам предстоит избрать 42 региональных органов власти: 35 краевых дум и 7 дум городов государственного подчинения. Организацией выборов занимается Центральная избирательная комиссия. Количество депутатов местных советов зависит от величины населения самоуправления и может составлять 13, 15, 19 или 23 депутата. Исключением является Рижская дума, которая состоит из 60 депутатов.
1 июня 2021 года Конституционный суд Латвии постановил, что присоединение Вараклянского края к Резекненскому краю противоречит Конституции. В ответ Сейм решил сохранить существование Вараклянского края в качестве 43-го самоуправления до 2025 года.
В июне 2024 года Сейм постановил объединить Вараклянский край с Мадонским краем, и выборы 2025 года в Мадонском крае пройдут уже в новых границах.

## Избирательная система
Граждане Латвии и других стран ЕС, достигшие возраста 18 лет, имеют право голосовать на местных выборах. Граждане других стран ЕС, чтобы участвовать в местных выборах, должны зарегистрироваться в Реестре жителей Латвии как минимум за 90 дней до даты голосования. Граждане избирают думу того края или города государственного подчинения, в котором было зарегистрировано их место жительства как минимум за 90 дней до даты голосования или в котором они обладают задекларированной недвижимостью.
Все кандидаты должны быть старше 18 лет на день голосования, быть гражданами Латвии или другой страны ЕС, зарегистрированными в Реестре избирателей. Чтобы баллотироваться в совет самоуправления, кандидат должен иметь зарегистрированное место жительство в данном самоуправлении не менее 10 месяцев на дату голосования, или работать на территории самоуправления по крайней мере последние 4 месяца, или обладать задекларированной собственностью на в этом самоуправлении. Кандидат может баллотироваться в совет только одного самоуправления.
Регистрация избирателей осуществляется автоматически. Избирателям предоставляется право голоса на избирательном участке, соответствующем зарегистрированному за 90 дней до даты голосования месту жительства. До 16 мая избиратели могут изменить избирательный участок на другой участок в пределах того же самоуправления, либо на участок в другом самоуправлении, на территории которого они обладают собственностью.
В день голосования избирательные участки работают с 8 утра до 11 вечера. В течение трёх дней перед выборами можно принять участие в досрочном голосовании; участки будут открыты несколько часов в день. Для участия в голосовании избиратели должны предъявить паспорт или электронное удостоверение личности.
Официальная предвыборная кампания начинается за 120 дней до даты выборов и продолжается до дня, предшествующего дате выборов. За 30 дней до дня выборов должна быть остановлена вся агитация с использованием телевидения.

## Новые избирательные бюллетени
До сих пор в избирательных бюллетенях перед именем и фамилией кандидата стоял ромб. В нём избиратель мог поставить знак «+», если особенно поддерживал кандидата; при несогласии — вычеркнуть; а при равнодушии — оставить без пометок.
В новых бюллетенях рядом с именем и фамилией кандидата будут две графы: «за» (зелёная) и «против» (красная). Если избиратель хочет подчеркнуть особую поддержку, он ставит отметку в графе «за» (крестик, галочка, штриховка и т. п.). Если он не поддерживает кандидата, необходимо отметить графу «против». При этом бюллетень можно оставить без изменений и всё равно опустить в конверт для голосования. Все отметки будут считаны сканером, который корректно сформирует результаты выборов.